# Samuel Vanderlei da Silva
Samuel Vanderlei da Silva (* 27. Oktober 2000 in Rio de Janeiro), auch einfach nur Samuel genannt, ist ein brasilianischer Fußballspieler.

## Karriere
Samuel erlernte das Fußballspielen in der Jugendmannschaft des EC Vitória im brasilianischen Salvador. Hier unterschrieb er im Juli 2020 auch seinen ersten Profivertrag. Der Verein spielte in der zweiten brasilianischen Liga, der Série B. Im Januar 2022 ging er nach Asien, wo er in Japan einen Vertrag bei Ōita Trinita unterschrieb. Mit dem Verein aus Ōita spielte 44-mal er in der zweiten japanischen Liga. Im Februar 2025 kehrte er nach Brasilien zurück. Hier schloss er sich in Campinas dem Guarani FC an.